# 3OH!3
3OH!3 (uitgesproken als "Three-Oh-Three") is een Amerikaans popduo, bestaande uit Sean Foreman (27 augustus 1985) en Nathaniel Motte (13 januari 1984). Zij maken electro.
Foreman en Motte zijn afkomstig uit Boulder, waar ze elkaar ontmoetten op de Universiteit van Colorado. In 2004 richtten ze 3OH!3 op. Deze naam is afgeleid van de "area code" (vergelijkbaar met een netnummer) van Boulder, deze is namelijk 303.
In 2009 brak het duo door in de Verenigde Staten met het nummer Don't trust me, dat een top 10-hit werd in de Billboard Hot 100. Het toppunt van hun populariteit bereikten ze in 2010, toen ze een internationale hit scoorden met de single Starstrukk, een samenwerking met Katy Perry. In datzelfde jaar was 3OH!3 ook nog heel succesvol met Blah blah blah en My first kiss (beide nummers in samenwerking met zangeres Ke$ha).

## Discografie

### Albums
| Album met eventuele hitnotering(en) in de Nederlandse Album Top 100 | Datum van verschijnen | Datum van binnenkomst | Hoogste positie | Aantal weken | Opmerkingen |
| ------------------------------------------------------------------- | --------------------- | --------------------- | --------------- | ------------ | ----------- |
| 3Oh!3                                                               | 2007                  | -                     |                 |              |             |
| Want                                                                | 08-07-2008            | -                     |                 |              |             |
| Streets of gold                                                     | 29-06-2010            | -                     |                 |              |             |
| From the vault                                                      | 2012                  | -                     |                 |              |             |
| Omens                                                               | 2013                  | -                     |                 |              |             |
| Night sports                                                        | 2016                  | -                     |                 |              |             |

### Singles
| Single met eventuele hitnotering(en) in de Nederlandse Top 40 | Datum van verschijnen | Datum van binnenkomst | Hoogste positie | Aantal weken | Opmerkingen                                         |
| ------------------------------------------------------------- | --------------------- | --------------------- | --------------- | ------------ | --------------------------------------------------- |
| Don't trust me                                                | 2009                  | 25-07-2009            | tip8            | -            |                                                     |
| Starstrukk                                                    | 2009                  | 19-12-2009            | tip2            | -            | met Katy Perry Nr. 65 in de Single Top 100          |
| Blah blah blah                                                | 2010                  | 17-02-2010            | 32              | 5            | met Ke$ha / Alarmschijf Nr. 72 in de Single Top 100 |

| Single met hitnotering(en) in de Vlaamse Ultratop 50 | Datum van verschijnen | Datum van binnenkomst | Hoogste positie | Aantal weken | Opmerkingen    |
| ---------------------------------------------------- | --------------------- | --------------------- | --------------- | ------------ | -------------- |
| Don't trust me                                       | 2009                  | 04-04-2009            | tip3            | -            |                |
| Starstrukk                                           | 2009                  | 30-01-2010            | 21              | 13           | met Katy Perry |
| Blah blah blah                                       | 2010                  | 17-04-2010            | 45              | 3            | met Ke$ha      |
| My first kiss                                        | 2010                  | 10-07-2010            | tip9            | -            | met Ke$ha      |